# I giorni della sposa
I giorni della sposa (乙嫁語り?, Otoyomegatari) è un manga scritto e disegnato da Kaoru Mori, pubblicato sulla rivista Harta di Enterbrain dal 14 ottobre 2008 al 13 novembre 2020 per poi essere trasferito su Aokishi di Kadokawa dal 18 giugno 2021. In Italia è pubblicato da Edizioni BD, mediante la propria etichetta J-Pop, a partire dall'11 giugno 2011. Il manga è stato candidato alla quarta e sesta edizione del Manga Taishō e ha vinto il premio Intergénérations del Festival international de la bande dessinée d'Angoulême nel 2012.

## Trama
Il manga è ambientato nel tardo XIX secolo, in una zona nelle vicinanze del Mar Caspio in Asia centrale, lungo la via della seta. La ventenne Amira viene mandata dalle montagne in cui vive ad un altro villaggio, per sposare il più giovane Karluk, appena dodicenne. Dopo gli iniziali imbarazzi per la differenza di età fra i due, il loro rapporto comincia ad essere sempre più unito e Amira inizia ad abituarsi alla vita della tribù e ad integrarsi nella comunità, ma la pace viene disturbata quando delle persone della famiglia di Amira raggiungono il villaggio per riprenderla con loro.

## Manga
| 1  | 15 ottobre 2009 | ISBN 978-4-04-726076-4 | 11 giugno 2011    | ISBN 978-88-6634-048-5 |
| 1  | Capitoli - 1. Sposi novelli (乙嫁と聟花?, Otoyome to mukobana) - 2. L'amuleto (お守り?, Omamori) - 3. Viaggio a cavallo (騎行?, Kikō) - 4. Restituiteci Amira! (アミルをかえせ?, Amiru o kaese) - 5. Influenza (風邪?, Kaze) |                        |                   |                        |
| 2  | 15 giugno 2010 | ISBN 978-4-04-726586-8 | 12 novembre 2011  | ISBN 978-88-6634-139-0 |
| 2  | Capitoli - 6. Il forno per il pane (パン焼き竈?, Pan yaki kamado) - 7. Scontro (prima parte) (争い (前編)?, Arasoi (zenpen)) - 8. Scontro (seconda parte) (争い (後編)?, Arasoi (kōhen)) - 9. Cuore di sposa (嫁心?, Yome gokoro) - 10. Il corredo di tessuti (布支度?, Nuno jitaku) - 11. Partenza (出発?, Shuppatsu) |                        |                   |                        |
| 3  | 15 giugno 2011 | ISBN 978-4-04-727328-3 | 9 giugno 2012     | ISBN 978-88-6634-238-0 |
| 3  | Capitoli - 12. Soggiorno (逗留?, Tōryū) - 13. Una supplica (懇願?, Kongan) - 14. I sentimenti di Talas (タラスの想い?, Tarasu no omoi) - Supplemento. Pariya è in età da marito (パリヤさんはお年頃?, Pariya-san wa otoshigoro) - 15. Rincontro (再会?, Saikai) - 16. Pranzo al mercato (市場で買い食い?, Ichiba de kaigui) - 17. Verso Ankara (アンカラへ向かって?, Ankara e mukatte) |                        |                   |                        |
| 4  | 12 maggio 2012 | ISBN 978-4-04-728083-0 | 15 dicembre 2012  | ISBN 978-88-6634-395-0 |
| 4  | Capitoli - 18. La visita (訪れ?, Otozure) - 19. La coppia del Mar d'Aral (アラル海のふたり?, Araru kai no futari) - 20. Puntiamo alla preda più grossa (狙うは大物?, Nerau wa ōmono) - 21. I due pretendenti (ふたりの相手?, Futari no aite) - 22. Addestramento intensivo per mogli (短期集中花嫁修業?, Tanki shūchū hanayome shugyō) - Supplemento. Il mercato dei cavalli (馬市場?, Uma ichiba) |                        |                   |                        |
| 5  | 15 gennaio 2013 | ISBN 978-4-04-728631-3 | 30 settembre 2014 | ISBN 978-88-6883-004-5 |
| 5  | Capitoli - 23. Il banchetto di nozze (prologo) (祝宴 (前編)?, Shukuen (zenpen)) - 24. Il banchetto di nozze (parte centrale) (祝宴 (中編)?, Shukuen (chūhen)) - 25. Il banchetto di nozze (epilogo) (祝宴 (後編)?, Shukuen (kōhen)) - 26. Il canto della quotidianità (日暮歌?, Higurashi uta) - Speciale. La regina dei monti rocciosi (岩山の女王?, Iwayama no joō) - 27. Il falco ferito (手負いの鷹?, Teoi no taka) |                        |                   |                        |
| 6  | 14 gennaio 2014 | ISBN 978-4-04-729396-0 | 5 dicembre 2015   | ISBN 978-88-6883-472-2 |
| 6  | Capitoli - 28. La misurazione (背くらべ?, Sei kurabe) - 29. Pascoli (放牧地?, hōbokuchi) - 30. Le trattative con i Badan (バダンとの会談?, Badan to no kaiban) - 31. Colpi d'artiglieria (砲撃?, Hōgeki) - 32. Attacco a cavallo (騎馬の襲撃?, Kiba no shūgeki) - 33. L'offensiva di Azer (アゼルの攻勢?, Azeru no kōsei) - 34. Il protettore (後ろ盾?, Ushirodate) - 35. La punizione (報い?, Mukui) |                        |                   |                        |
| 7  | 14 febbraio 2015 | ISBN 978-4-04-730243-3 | 27 luglio 2016    | ISBN 978-88-6883-716-7 |
| 7  | Capitoli - 36. Il giardino d'acqua (水の園?, Mizu no sono) - 37. Mogli sorelle (姉妹妻?, Shimaizuma) - 38. I bagni degli uomini (男湯?, Otokoyu) - 39. Piacere di conoscerti (はじめまして?, Hajimemashite) - 40. Shirin (シーリーン?, Shīrīn) - 41. Lo scambio delle promesse (契りの儀式?, Chigiri no gishiki) - 42. Se si tratta di te (あなたなら?, Anata nara) - 43. Un giardino per due (ふたりの園?, Futari no sono) - Extra. Febbre (熱?, Netsu) |                        |                   |                        |
| 8  | 14 dicembre 2015 | ISBN 978-4-04-730782-7 | 23 novembre 2016  | ISBN 978-88-6883-717-4 |
| 8  | Capitoli - 44. Il fiorire delle rose (ばらの花さくころ?, Bara no hana saku koro) - Extra. Gazzelle (ガゼル?, Gazeru) - 45. I ricami di Pariya (パリヤの刺繍?, Pariya no shishū) - 46. Verso le pianure del Nord (北の平野へ?, Kita no heiya e) - 47. Il porta pettine (櫛入れ?, Kushi ire) - 48. L'arrivo di Omar (ウマルが来た?, Umaru ga kita) - 49. Uscita a due (ふたりで遠駆け?, Futari de tōgake) - 50. L'ipotesi peggiore (最悪の想像?, Saiaku no sōzō) - 51. La decisione di Pariya (パリヤの決意?, Pariya no ketsui)                                                                           |                        |                   |                        |
| 9  | 15 dicembre 2016 | ISBN 978-4-04-734378-8 | 24 maggio 2017    | ISBN 978-88-3275-016-4 |
| 9  | Capitoli - Extra. Storie di esseri viventi (いきものがたり?, Iki monogatari) - 52. Il pane di Pariya (パリヤのパン?, Pariya no pan) - 53. Che persona è Omar? (ウマルはどんなひと??, Umaru wa donna hito) - 54. La promessa (prima parte) (語らい (前編)?, Katarai (zenpen)) - 55. La promessa (seconda parte) (語らい (後編)?, Katarai (kōhen)) - 56. Gioco da tavolo (盤上遊戯?, Banjō yūgi) - 57. Sulla via di casa (帰途?, Kito) - 58. L'asse provvisorio (仮軸?, Kari jiku) - 59. Cercasi (尋ね人?, Tazunebito) - 60. Amiche (友だち?, Tomodachi) - 61. Futuro (これからのこと?, Korekara no koto) |                        |                   |                        |
| 10 | 15 febbraio 2018 | ISBN 978-4-04-734829-5 | 30 maggio 2018    | ISBN 978-88-3275-361-5 |
| 10 | Capitoli - 62. Cacciagione (狩猟肉?, Shuryō niku) - 63. Aquila reale (イヌワシ?, Inuwashi) - 64. Ana - Madre (母親?, Ana) - 65. Falconeria a cavallo (騎馬鷹狩猟?, Kiba taka gariryō) - 66. A osservare i cavalli (馬を見に?, Uma o mi ni) - 67. Villaggio di frontiera (国境いの村?, Kunisakai no mura) - 68. Sulla via di montagna (山道にて?, Yamamichi nite) - 69. Ritrovarsi (再会?, Saikai) |                        |                   |                        |
| 11 | 15 dicembre 2018 | ISBN 978-4-04-735343-5 | 15 maggio 2019    | ISBN 978-88-3275-810-8 |
| 11 | Capitoli - 70. Canzone d'inverno (寒中歌?, Kanchū ka) - 71. Dopo di allora (あれから?, Are kara) - 72. La promessa (約束?, Yakusoku) - 73. Fotografie al collodio umido (湿板写真?, Shippan shashin) - 74. Il giorno prima (前日?, Zenjitsu) - 75. Verso Sud (南へ?, Minami e) - 76. L'orologio (時計?, Tokei) - 77. Adalia (アンタリヤ?, Antariya) |                        |                   |                        |
| 12 | 13 dicembre 2019 | ISBN 978-4-04-735797-6 | 15 luglio 2020    | ISBN 978-88-349-0275-2 |
| 12 | Capitoli - 78. Senza nulla da fare (prima parte) (閑暇（前編）?, Kanka (zenpen)) - 79. Senza nulla da fare (seconda parte) (閑暇（後編）?, Kanka (kōhen)) - 80. Samosa (サモサ?, Samosa) - 81. Capelli (髪?, Kami) - 82. Il pellegrino (巡礼者?, Junrei-sha) - 83. Notti persiane (ペルシアの夜に?, Perushia no yoru ni) - 84. Lettera (手紙?, Tegami) - 85. Fotografia di gruppo (みんなで写真撮影?, Minna de shashin satsuei) - 86. Amiche di lunga data (長いお付き合い?, Nagai o tsukiai) |                        |                   |                        |
| 13 | 15 marzo 2021 | ISBN 978-4-04-736265-9 | 25 agosto 2021    | ISBN 978-88-349-0716-0 |
| 13 | Capitoli - 87. Intaglio (木彫り?, Kibori) - 88. Ospiti (prima parte) (お客様（前編）?, Okyakusama (zenpen)) - 89. Ospiti (seconda parte) (お客様（後編）?, Okyakusama (kōhen)) - 90. Al mare (海へ?, Umi e) - 91. Inquietudine (不安?, Fuan) - 92. Ladri (物盗り?, Monotori) - 93. Bivio (分岐点?, Bunkiten) - 94. La scelta (選択?, Sentaku) - 95. Sulla via di casa (帰途?, Kito) |                        |                   |                        |
| 14 | 20 ottobre 2022 | ISBN 978-4-04-737259-7 | 25 ottobre 2023   | ISBN 978-88-349-2045-9 |
| 14 | Capitoli - 96. Trattative (会談?, Kaidan) - 97. Ghiaccio dorato (金色の氷?, Konjiki no kōri) - 98. Una sola freccia (一本の矢?, Ippon no ya) - 99. L'accordo finale (決着?, Ketchaku) - 100. Il matrimonio (婚礼?, Konrei) - 101. Novelle spose (新妻?, Nīdzuma) |                        |                   |                        |
| 15 | 20 novembre 2024 | ISBN 978-4-04-738172-8 | 27 agosto 2025    | ISBN 978-88-349-3578-1 |
| 15 | Capitoli - 102. (船乗り猫?, Funanori neko) - 103. (帰国?, Kikoku) - 104. (親と子?, Oya to ko) - 105. (新居?, Shinkyo) - 106. (義母?, Gibo) - 107. (訪問客?, Hōmon kyaku) - 108. (タブリーズのアリ?, Taburīzu no Ari) - 109. (アリの結婚?, Ari no kekkon) |                        |                   |                        |

## Accoglienza
I giorni della sposa ha vinto il Manga Taishō Award nel 2014. In precedenza era stato nominato per il medesimo premio nel 2011 e nel 2013. La serie ha anche vinto il Prix Intergénérations (lett. "Premio intergenerazionale") al festival international de la bande dessinée d'Angoulême in Francia nel 2012. È stato nominato per un Eisner Award nel 2012 e nel 2016. La divisione YALSA dell'American Library Association ha incluso il primo volume nella sua lista "Great Graphic Novels For Teens" nel 2012.